# فهرست پست‌سپاری الکترونیک
یک فهرست پست‌سپاری الکترونیک، نوعی استفاده خاص از پست الکترونیک است که به کمک آن می‌توان اطلاعات را به صورت گسترده و برای تعداد زیادی از مشترکین توزیع کرد. این نوع لیست، همانند لیست پستی سنتی، شامل لیستی از نام‌ها و آدرس‌ها است و می‌تواند توسط یک شخص حقیقی یا حقوقی برای ارسال کردن محتوا به مشترکان یا اعضای لیست مورد استفاده قرار گیرد.
این عبارت معمولاً به چهار چیز اشاره دارد:
- فهرستی از آدرس‌های ایمیل
- مشترکین که صاحب آن آدرس‌ها هستند و ایمیل‌هایی که برای آن آدرس‌ها ارسال می‌شوند را دریافت می‌کنند
- مطالب (محتوا) که به آن آدرس‌ها ارسال می‌شود
- یک رفلکتور (به انگلیسی: reflector)[پ ۱] که یک آدرس ایمیل یکتا است و وقتی ایمیلی برای این آدرس یکتا ارسال می‌شود، ایمیل مورد نظر برای تمامی کسانی که در فهرست عضویت دارند فرستاده می‌شود.

مثال واضح و پرکاربرد برای فهرست پست الکترونیک، یاهو گروپس یا گوگل گروپس است که به‌طور رایگان در اختیار همگان قرار دارد.
لیست‌های پست، تمام خودکار یا نیمه-خودکار هستند که توسط یک نرم‌افزار مخصوص که (List server(mailing list server نامیده می‌شود ارسال می‌شوند.
دو سرور لیست پرکاربرد، listserv و Majordomo هستند.
برخی اصطلاحات مربوط به فهرست پست
- پست(Post): پیامی که به فهرست ارسال می‌شود.
- Subscribers یا members: اعضای فهرست
- ادمین لیست (List administrators): کسانی که مسئول پشتیبانی و مراقبت از فهرست پست هستند. می‌تواند یک ادمین یا بیش‌تر داشته باشد.
- مدیر فهرست (Moderators list): می‌تواند کسانی جهت مدیریت ارسال‌ها و تصمیم‌گیری برای ارسال پست‌ها داشته باشد.
- ادمین سایت (site administrator): نرم‌افزاری که مخصوص ارسال ایمیل است، گاهی چندین فهرست ارسال را در بر می‌گیرد. کسی که این نرم‌افزار را مدیریت و پشتیبانی می‌کند، «ادمین سایت» نام دارد.
- آرشیو: ایمیل‌هایی که ارسال می‌شوند، در آرشیو فهرست پست ذخیره می‌شوند.

## صفحات مرتبط
- لیست پست (شیوه سنتی)